# 2. бригада копнене војске
Друга бригада Копнене војске састављена је од пешадијских, оклопно-механизованих, артиљеријских и артиљеријско-ракетних јединица ПВО, инжињеријских и јединица везе.
Командант Друге бригаде КоВ је бригадни генерал Синиша Сташевић, заменик команданта пуковник Небојша Недељковић, помоћник команданта за операције потпуковник Владан Петронијевић.
Команда Друге бригаде КоВ је у Краљеву, а јединице су стациониране у Новом Пазару, Рашкој, Пожеги, Ваљеву и Краљеву.

### Историјат
Друга бригада КоВ формирана је 28. марта 2007. године, од делова 252. оклопне, 20. моторизоване, 305. инжињеријске, 37. моторизоване бригаде и 401. артиљеријско-ракетне бригаде ПВО. У њен састав ушли су и делови 228. батаљона везе, 24. батаљона за специјална дејства. и 524. логистичке базе Генералштаба ВС.

### Организација и структура
Друга бригада КоВ се састоји од команде бригаде и 11 батаљона-дивизиона.
- 20. Командни Батаљон
- 21. Пешадијски Батаљон
- 22. Пешадијски Батаљон (стациониран у Пожеги[2])
- 23. Самоходни Хаубички Артиљеријски Батаљон
- 24. Дивизион СВРЛ (Самоходни Вишецевни Ракетни Лансери)
- 25. АРД ПВО
- 26. Тенковски Батаљон
- 27. Механизовани Батаљон
- 28. Механизовани Батаљон
- 29. Логистички Батаљон
- 210. Инжињеријски Батаљон

### Задаци
Задаци Друге бригаде КоВ:
- изградња и одржавање оперативне способности за извршавање задатака у оквиру мисија Војске Србије,
- обезбеђење административне линије према Косову и Метохији у оквиру Копнене зоне безбедности на три базе,
- обучавање и увежбавање команди и јединица за извршење наменских задатака,
- припрема и ангажовање јединица за пружање помоћи цивилним властима у санацији последица евентуалних природних непогода и катастрофа.

### Наоружање
Наоружање којим располаже Друга бригада КоВ:
- тенк М-84
- БВП М-80
- самоходна хаубица 122 mm 2С1
- самоходни вишецевни лансер ракета 128 mm М77 „ОГАЊ“
- противавионски топ 40 mm Л/70 „БОФОРС“
- оклопни транспортер БТР-50ПУ
- аутомобил оклопно извиђачки БРДМ-2
- пешадијско наоружање

### Обука
У јединицама Друге бригаде КоВ изводи се стручноспецијалистичка обука припадника рода ОМЈ, пешадије, артиљерије, инжињерије и рода АРЈ ПВО.